# AGM-65 Maverick
AGM-65 Maverick là một loại tên lửa không đối đất chiến thuật (AGM) được thiết kế để chống lại các mục tiêu chiến thuật như thiết giáp, các cơ sở phòng không, tàu, các phương tiện vận chuyển trên mặt đất, và các nơi tích trữ dầu.
Loại tên lửa AGM-65F được sử dụng bởi Hải quân Hoa Kỳ, có hệ thống dẫn hướng hồng ngoại để theo dõi, quan sát các tàu và các loại đầu đạn xuyên cỡ lớn của đối phương. AGM-65 có hai loại đầu đạn; một loại có ngòi tiếp xúc ở đầu, loại khác có đầu đạn với khối lượng lớn, sử dụng ngòi giữ chậm có thể xuyên vào mục tiêu do động năng của nó trước khi nổ. Loại đầu đạn có khối lượng lớn hiệu quả hơn trong việc chống lại các mục tiêu lớn, xây dựng kiên cố, vững chắc. Hệ thống đẩy sử dụng cho tên lửa AGM-65 là động cơ rocket nhiên liệu rắn-lỏng bố trí ở phía sau của đầu đạn.

## Tính năng
- Chức năng chính: Tên lửa không đối đất, tấn công và phá hủy các xe thiết giáp, các vị trí phòng thủ, các tàu, phương tiện vận chuyển trên mặt đất, các kho tích trữ dầu.
- Nhà cung cấp: Hughes Aircraft Corporation; Raytheon Corporation.
- Hệ thống đẩy: Động cơ rốc két loại Thiokol TX-481
- Chiều dài: 2,55 m
- Khối lượng: từ 208 kg (462 lb) đến 302 kg (670 lb) tùy theo kiểu và khối lượng đầu đạn
- Đường kính: 305 mm (12 in)
- Sải cánh: 710 mm (2 ft 4 in)
- Tầm hoạt động (phóng ở độ cao lớn nhất): 27 km
- Tầm hoạt động (phóng ở độ cao nhỏ):13 km
- Hệ thống dẫn hướng: Quang điện tử trong các kiểu A, B, H, J và K; ảnh hồng ngoại trong các mẫu D, F và G; laze trong các kiểu E.
- Đầu đạn: sử dụng lượng nổ lõm, khối lượng 57 kg (125 lb) dùng các ngòi tiếp xúc trong các mẫu loại A, B, D, H; sử dụng đầu đạn xuyên nổ mạnh, khối lượng 135 kg (300 lb) dùng ngòi giữ chậm trong các loại E, F, G, J, K
- Trị giá: đến 160.000 USD
- Hoạt động lần đầu: Tháng 8 năm 1972

## Hoạt động
Dùng trên các máy bay quân sự như: 
- A-4 Skyhawk
- A-6 Intruder
- A-7 Corsair II
- A-10 Thunderbolt II
- AH-1W
- AV-8 Harrier II
- F-4 Phantom II
- Northrop F-5
- F-15 Eagle
- F-16 Fighting Falcon
- F/A-18 Hornet
- General Dynamics F-111
- P-3 Orion
- SH-2G